# Keskijärvi (sjö i Finland, Lappland, lat 66,95, long 25,73)
Keskijärvi är en sjö i Finland. Den ligger i kommunen Rovaniemi i landskapet Lappland, i den norra delen av landet, 800 km norr om huvudstaden Helsingfors. Keskijärvi ligger 169,4 meter över havet. Arean är 25,4 hektar och strandlinjen är 3,2 kilometer lång. Sjön  ingår i Kemi älvs huvudavrinningsområde. 